# آرکابای
آرکابای (به قزاقی: Arkabay) یک منطقهٔ مسکونی در قزاقستان است که در استان آلماتی واقع شده‌است.